# Irmgard Furchner

Irmgard Furchner (Danzig, Polonia, 29 de mayo de 1925-14 de enero de 2025) fue una secretaria y taquígrafa alemana, en el campo de concentración de Stutthof, donde trabajó para el comandante del campo Paul-Werner Hoppe, que sirvió como alto oficial del ejército nazi en la Segunda Guerra Mundial.
En el 2021, a la edad de 96 años, fue acusada de 11 412 cargos de cómplice de asesinato y dieciocho cargos adicionales de cómplice de intento de asesinato, y en diciembre de 2022 fue declarada culpable y sentenciada a una pena de prisión suspendida de dos años.

## Biografía
Furchner asistió a la escuela primaria de 1931 a 1939 y luego completó el llamado año de campo, donde hizo una formación preuniversitaria en el campo de la educación comercial. Encontró su primer trabajo como taquígrafa en el Dresdner Bank de Marienburgo, en la actual Malbork.[cita requerida]
Del 1 de junio de 1943 al 1 de abril de 1945 trabajó como mecanógrafa en el campo de concentración de Stutthof. En 1954 declaró como testigo en un juicio que como taquimecanógrafa estaba subordinada al comandante del campo de concentración Paul Werner Hoppe y que toda la correspondencia con la Oficina Principal Económica y Administrativa de las SS pasaba por sus manos. En Stutthof conoció al Oberscharführer de las SS Heinz Furchner, con quien se casó en 1954 y llevó su apellido.
De 1960 a 2014, vivió en un edificio de apartamentos en Schleswig y trabajó como empleada administrativa hasta su jubilación. Luego se mudó a una casa de retiro. Su esposo falleció en 1972, tras 18 años de matrimonio.

## Juicio
El juicio de Furchner se llevó a cabo en un tribunal de menores en Itzehoe, ya que Furchner solo tenía 18 años en el momento de los presuntos delitos. Trabajó en el campamento entre junio de 1943 y abril de 1945. Había anunciado con anticipación que no deseaba comparecer ante el tribunal y le pidió al juez que no esperara que lo hiciera; indicando en una carta que boicotearía su juicio por considerarlo "degradante". En un juicio penal, sin embargo, la presencia de la acusada es esencial.
A fines de septiembre del 2021, unas horas antes del inicio de su juicio, salió de la casa de retiro Quickborn donde residía y tomó un taxi hasta la estación de metro Norderstedt Mitte. Posteriormente, el presidente de la sala penal emitió una orden de arresto contra ella por intento de huida; Furchner fue rápidamente capturada y arrestada. Cinco días después, fue liberada de la prisión preventiva bajo condiciones. El juicio se pospuso hasta el 19 de octubre del 2021. Hacia el final del juicio, Furchner declaró:[cita requerida]

Lamento todo lo que sucedió. Lamento haber estado en Stutthof en ese momento. No puedo decir nada más

El 20 de diciembre de 2022, Furchner fue declarada culpable de complicidad en los asesinatos de más de 10.500 personas y se le dio una sentencia suspendida de dos años de cárcel. Efraim Zuroff, director del Centro Simon Wiesenthal de Israel, que ha ayudado a llevar a juicio a muchos criminales de guerra nazis, dijo que, aunque el veredicto era legalmente la sentencia más firme posible, seguía siendo en otro sentido "absurdo". 

Es la mejor sentencia que podríamos haber conseguido porque está siendo juzgada en un tribunal de menores. Eso es parte del problema. En cierto sentido, la sentencia suspendida es absolutamente absurda porque... significa que esa sentencia sólo se ejecutará si la persona reincide en el delito. Obviamente, no va a repetir el delito.

Si bien no se había demostrado que Furchner estuviera directamente involucrada en ningún delito, con su trabajo mantuvo el campo de concentración en funcionamiento: por su escritorio pasaba correspondencia entre los diferentes campos de concentración, publicaba listas de deportación para los trenes a Auschwitz y encargaba materiales para producir el gas venenoso Zyklon B.